# Енергетична криза у Молдові
Енергетична криза у Молдові — частина світової енергокризи 2021–2023 років, що почалася після пандемії коронавірусної хвороби у жовтні 2021 року, коли Республіка Молдова зіткнулася з рекордним зростанням цін та штучним дефіцитом газу, нафти та електроенергії. Спровокована низкою економічних факторів та газовим конфліктом з Російською Федерацією, який після російського вторгнення в Україну переріс у політичний тиск на Молдову.

## Газові конфлікти з Росією

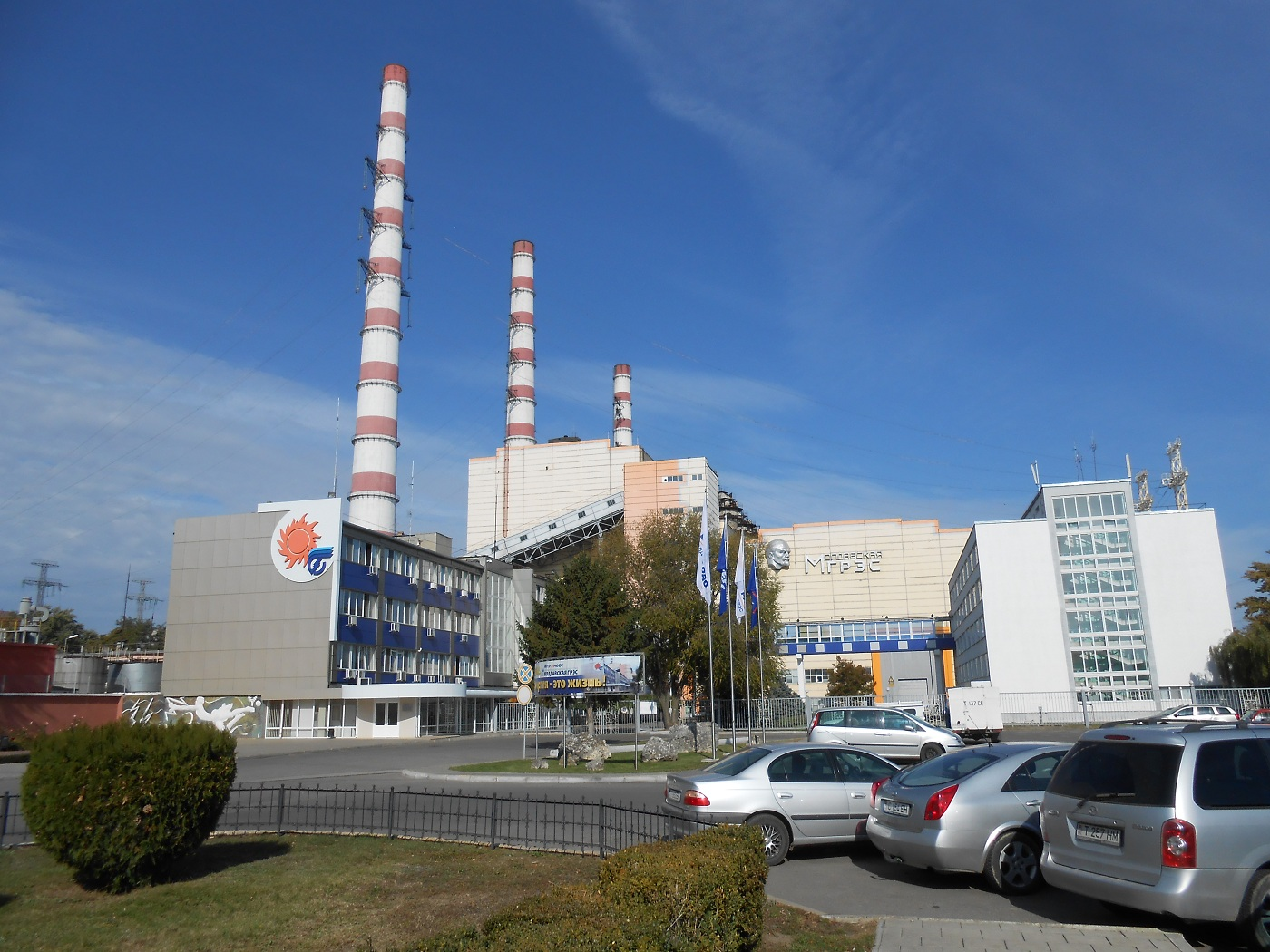
Молдовська ДРЕС на непідконтрольній уряду території Молдови, яка генерувала з вкраденого російського газу електроенергію і продавала Кишиневу за втричі нижчими за ринкові цінами

Транзит та постачання російського природного газу до Республіки Молдова, у тому числі до лівобережжя Дністра, що перебуває під контролем проросійських бойовиків та російської армії, здійснюється опосередковано через АТ «Молдовагаз», акціонерами (контролерами) якого є: ПАТ «Газпром», якому належать 50 % акцій, Агентство публічної власності Республіки Молдова — 35,33 % акцій, російське квазіутворення «ПМР» — 13,44 % акцій (передані у довірче управління «Газпрому») та міноритарні акціонери — 1,23 % акцій. До складу «Молдовагазу» входять 23 дочірні газові підприємства, з яких 16 розташовані на правобережжі Молдови та 7 на лівобережжі, включаючи 2 газотранспортні підприємства та 18 газорозподільних підприємств.
29 жовтня 2021 року ПАТ «Газпром» та її дочірнє АТ «Молдовагаз» продовжили на 5 років (з 1 листопада 2021 року по 31 жовтня 2026 року) контракт за угодою, яку уклали у грудні 2006 року і яка відтоді неодноразово продовжувалася. Однією з умов контракту було погашення Молдовою заборгованості так званого «ПМР», яку російська сторона оцінила приблизно в 709 мільйонів доларів США.
Усі магістральні газопроводи країни, якими постачався природний газ з Росії, проходять через непідконтрольну уряду територію, де «ПМР» здійснювала відбір газу й продавала його місцевим споживачам за тарифами нижчими, ніж закупівельні ціни, а кошти, отримані від продажу, використовувалися бойовиками для власних потреб та з 2006 року не надходили на рахунки «Газпрому». А одним з основних споживачів газу була Молдавська ДРЕС, яку контролювали бойовики та яка забезпечувала близько трьох чвертей потреб в електриці на правобрежжі Молдови та Одеській області України. Таким чином Молдова платила подвійну ціну: за газ, спожитий сепаратистами та електроенергію, вироблену з цього газу, фактично фінансуючи сепаратизм на власній території.

## Аудит заборгованості
Наприкінці жовтня 2021 року під час переговорів щодо продовження контракту на закупівлю російського газу, Міністр інфраструктури та регіонального розвитку Республіки Молдова Андрій Спину та голова ПАТ «Газпром» Олексій Міллер домовилися провести до 1 травня 2022 року аудит боргу, накопиченого правобережжям Дністра з серпня 1991 по жовтень 2021, а по завершенню узгодити графік платежів. На початку 2022 року уряд Молдови оголосив конкурс з відбору компаній, які проводитимуть аудит, однак російське вторгнення в Україну відштовхнуло міжнародні аудиторські компанії від участі. У підсумку, у серпні 2022 року Агентство публічної власності Молдови уклало договір про надання послуг незалежного фінансового та юридичного аудиту боргу «Молдовагаз» перед «Газпромом» та «Факторинг-Фінанс» з компаніями Wikborg Rein Advokatfirma AS. з Норвегії та Forensic Risk Alliance & Co зі Сполученого Королівства без проведення тендеру. Перевірка торкнулася також дочірніх компаній підприємства, а також юридичних осіб, прямо або побічно пов'язаних із газовою сферою. Аудит планувалося завершити до 30 січня 2023 року, однак фактично він тривав до липня, а аудиторський звіт оприлюднений 3 вересня 2023 року. «Газпром» наполягав на оприлюдненні звіту до 1 жовтня 2022 року та пригрозив розірвати угоду на постачання газу у випадку якщо уряд Молдови не підпише угоду про розстрочення боргу на 4 роки. А з жовтня 2022 року ультиматуми російського концерну супроводжувалися скороченням обсягів газу до Молдови.
Згідно з висновками аудиторів, документальне підтвердження мають вимоги російської сторони лише на 8,6 млн дол. США, майже 280 млн дол. США із загальної суми боргу, на яку претендує «Газпром», не підтверджені документально, а близько 400 млн дол. США не підлягають примусовому стягненню, оскільки закінчився термін дії відповідних арбітражних рішень. Аудитори також заявили, що Молдова може сформулювати зустрічний позов проти ПАТ «Газпром» на суму близько 160 мільйонів доларів через несплату російською компанією транзитних платежів, які протягом останніх років надходили до придністровської компанії «Тираспольтрансгаз» замість «Молдовагазу». 6 вересня 2023 року «Газпром» не визнав результати аудиту, заявивши, що компанії, які проводили аудит, не були нею затверджені, а наданий ними звіт не отримав схвалення наглядової ради «Молдовагазу».

## Світова енергетична криза
До 2005 року Молдова сплачувала Росії за природний газ $76-78 за 1 тис. кубометрів. У 2006 році, на тлі світової енергетичної кризи 2000-х років, керівництво «Газпрому» запровадило формулу підвищення ціни на газ для Молдови до середньоєвропейського рівня з перехідним періодом у 5 років. У 2008–2010 роках, з огляду на світову рецесію, відбулося різке зниження цін на газ на міжнародному ринку та відкіт ринку, але Молдова його не відчула, оскільки перебувала на шляху до наближення до європейської ціни. А вже у 2010–2020 роках жителі Молдови сплачували Росії за газ середньоєвропейську ціну: близько 400 млн дол. США щорічно у 2012-2014 роках та у двічі менше пізніше. Тобто, якщо у 2005 році жителі Молдови могли купити близько 800 кубометрів газу на місяць на середню заробітну плату в економіці, у 2012–2015 роках — 500 м³, то у 2020 році, під час пандемії коронавірусної хвороби, ціни на газ досягли піка падіння, а зарплати зросли, й молдовани мали можливість придбати 1400 м³ газу, що стало рекордом.
У 2021–2023 роках відбулося десятикратне зростання світових цін на газ, що сильно вплинуло на внутрішні ціни Молдови, які слідували світовим тенденціям. На відміну від кризи 2006 року, яка торкнулася лише цін на газ, під час кризи 2021–2023 років упродовж жовтня 2021 року по грудень 2022 року зросли ціни в 6,3 рази на газ, до 3,9 рази на електроенергію та до 2,7 разів на пальне.
| Період застосування:              | Тариф, молдовських леїв за тисячу кубометрів (без ПДВ 8 %) |
| --------------------------------- | ---------------------------------------------------------- |
| 1 листопада 2020 — 31 жовтня 2021 | 4298                                                       |
| 1 листопада 2021 — 31 грудня 2021 | 10 260(+138,72%)                                           |
| 1 січня 2022 (скасовано)          | 10 196(+137,23%)                                           |
| 1 січня 2022 — 31 травня 2022     | 14 060(+227,13%)                                           |
| 1 червня 2022 — 11 серпня 2022    | 17 244(+301,21%)                                           |
| 12 серпня 2022 — 30 вересня 2022  | 21 296(+395,49%)                                           |
| 1 жовтня 2022 — 7 червня 2023     | 27 103(+530,60%)                                           |
| 8 червня 2023 — 22 лютого 2024    | 16 730(+289,25%)                                           |
| 23 лютого 2024 — 2 травня 2024    | 13 398(+211,73%)                                           |

## Диверсифікація постачання газу
До жовтня 2022 року Росія вважалася єдиним постачальником газу до Молдови та в розташоване на її території невизнане Придністров'я, а єдиним транзитером — Україна.
У жовтні 2022 року російська державна компанія «Газпром» оголосила, що скоротить постачання газу в Молдову на 30%, включаючи Придністров’я, невизнану сепаратистську державу, яку підтримує Росія і яка міжнародно визнана частиною Молдови. Це спричинило великий дефіцит газу в Придністров’ї, через що кілька великих компаній у сепаратистській республіці припинили свою діяльність. Крім того, влада Придністров’я оголосила, що через цю газову кризу Кучурганська електростанція, яка забезпечує 70% енергетичних потреб Молдови, яка перебуває під контролем уряду, скоротить постачання електроенергії до 27% від норми.
На початку жовтня Україна припинила експорт електроенергії до Молдови після руйнування частини української електроенергетичної системи в результаті масових бомбардувань українських цивільних та енергетичних інфраструктур Росією. 24 жовтня це спровокувало дефіцит електроенергії в країні. Після цього румунська державна компанія Hidroelectrica підписала контракт з молдовською державною компанією Energocom на постачання електроенергії до Молдови за цінами, значно нижчими за спотову ринкову ціну в Румунії. Для цього були потрібні зміни в румунському законодавстві. Вважається, що це сприяло посиленню підтримки серед молдовського суспільства потенційного об'єднання Молдови та Румунії. 
Через енергетичну кризу спалахнули протести проти проєвропейського уряду на чолі з президентом Майєю Санду, який намагався зблизитися з Росією, щоб домовитися про кращу енергетичну угоду. Через це існує гіпотеза, що Росія використовує енергетичну кризу в Молдові для обслуговування своїх геополітичних інтересів і дестабілізації прозахідного уряду при владі.
10 листопада під час візиту президента Європейської комісії Урсули фон дер Ляєн до Молдови було оголошено про фінансовий пакет у розмірі 250 мільйонів євро від Європейського Союзу для допомоги Молдові впоратися з енергетичною кризою. 

## Припинення транзиту російського газу через Україну
31 грудня 2024 року закінчилася дія п'ятирічної угоди, що була підписана у 2019-му, про транзит російського природного газу через Україну. Наступного дня тиск у ГТС поступово знижувався, а об 07:00 (UTC+2) на станції поблизу міста Суджа у Курській області, остаточно перекрили вентиль.
Якщо правобережна Молдова, яка ще у 2022 році відмовилася від російського газу та заздалегідь домовилася про імпорт електроенергії з ЄС за квотою України, стабілізувала ситуацію в галузі енергобезпеки, то лівобережжя опинилося в енергетичній кризі.